# Popassamia heinrichi
Popassamia heinrichi is een hooiwagen uit de familie Assamiidae.